# Clarence Barron

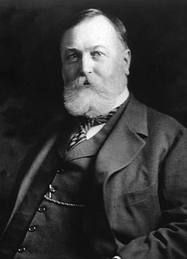
Clarence Barron, 1923.

Clarence Walker Barron, född 2 juli 1855 i Boston, död 2 oktober 1928, var en amerikansk tidningsman.
Barron arbetade som journalist i Boston 1875-1884. Han grundade 1887 Boston news bureau, 1897 Philadelphia news bureau och 1901 The Wall street journal, vilka tillsammans utgjorde ett syndikat under Barrons ledning. Barron var dessutom chef för den stora nyhetsbyrån Doremus & co., som hade kontor i New York och Chicago, samt intog en viktig roll inom USA:s industri och finansvärld.